# 錫拉國家公園
錫拉國家公園（義大利語：Parco Nazionale della Sila）是位於義大利南部卡拉布里亞大區的一個國家公園。錫拉國家公園成立于1997年，佔地面積約74000公頃。錫拉國家公園內除了豐富的自然景觀之外，亦以農村風光和非常豐富的文化與藝術遺產而聞名。